# KKŻ Krosno
KKŻ Krosno – polski klub żużlowy z Krosna. W latach 1988–1996 brał udział w rozgrywkach ligowych. W późniejszym czasie przestał funkcjonować.

## Historia
W Krośnie, w latach 1945-1946 reaktywowano trzy kluby sportowe – Legię, Krośniankę i Hutę. Działacze Legii marzyli o żużlu. Pierwsze zawody żużlowe w Krośnie rozegrano w 1950 roku na zaimprowizowanym torze, podczas budowy stadionu. Sekcję żużlową powołano jesienią 1956 roku, wiosną 1957 roku zainaugurowano rozgrywki w III lidze. W pierwszym sezonie klub zajął szóste, a w 1958 roku – czwarte miejsce. Już trzeci sezon startów w najniższej klasie rozgrywkowej zakończył się awansem Legii Krosno do II ligi. Dokonała tego drużyna w składzie: Wiesław Kręt, Edward Węklar, Roman Gąsior, Kazimierz Węklar, Andrzej Winch, Emil Jakubowski, Ferdynand Długosz i Zygmunt Zygmuntowski. Trenerem był Mieczysław Kosierb. Warto zauważyć, iż z krośnieńskiego toru w charakterze gospodarza korzystały ekipy AMK Nowa Huta (1956-1957) i Unii Tarnów (1957).
Od 1961 roku krośnieńscy żużlowcy występowali w barwach Karpat Krosno. Liderami zespołu w tych latach byli Emil Jakubowski, Jerzy Owoc, a także Roman Gąsior, który w 1962 roku zdobył piąte miejsce w turnieju o Srebrny Kask. W 1969 roku wskutek problemów finansowych zawieszono działalność klubu.
Sport żużlowy w Krośnie postanowiono reaktywować w 1986 roku. W latach 1988–1996 w lidze startował KKŻ Krosno. Od 1990 roku w Krośnie rozgrywany był memoriał im. Romana Gąsiora.
Od 1997 roku w lidze startowało ŻKS Krosno.

## Poszczególne sezony
| Sezon | Rozgrywki ligowe | Rozgrywki ligowe | Rozgrywki ligowe |
| Sezon | Liga             | Liga             | Miejsce          |
| ----- | ---------------- | ---------------- | ---------------- |
| 1988  | II               | II liga          | 8/8              |
| 1989  | II               | II liga          | 7/8              |
| 1990  | II               | II liga          | 7/10             |
| 1991  | II               | II liga          | 6/12             |
| 1992  | II               | II liga          | 6/11             |
| 1993  | II               | II liga          | 8/10             |
| 1994  | II               | II liga          | 6/10             |
| 1995  | II               | II liga          | 8/10             |
| 1996  | II               | II liga          | 11/12            |

| Poziom ligowy | Liczba sezonów | Sezony    |
| ------------- | -------------- | --------- |
| II            | 9              | 1988–1996 |

## Osiągnięcia

### Krajowe
Poniższe zestawienia obejmują osiągnięcia klubu oraz indywidualne osiągnięcia zawodników w rozgrywkach pod egidą PZM oraz GKSŻ.
Brązowy Kask
- 1. miejsce (1):
  - 1992 – Maciej Bargiel
- 3. miejsce (1):
  - 1992 – Ireneusz Kwieciński